# Mitarbeiterinformation
Als Mitarbeiterinformation werden diejenigen Informationen bezeichnet, die ein Mitarbeiter zur effizienten Ausübung seiner Tätigkeit benötigt. Sie charakterisieren sich als Daten zur Beschreibung von Zuständen, Abläufen und Aufgaben, welche durch den Empfänger (Mitarbeiter bzw. Werker) interpretierbar sein müssen und zur Unterstützung seiner Tätigkeit beitragen. Diese müssen so gestaltet sein, dass das durch die Information mitgeteilte Wissen mit dem Wissensschatz des Mitarbeiters verarbeitet werden kann und bei wiederholter Vermittlung ein Lerneffekt erzeugt wird. Somit ist Mitarbeiterinformation explizites, kollektiv vorhandenes Wissen, das durch geeignete Kommunikationsmethoden dem Mitarbeiter, idealerweise direkt an dessen Arbeitsplatz, in der richtigen Menge und Qualität zur Verfügung gestellt wird. Hiermit wird ein Beitrag zu dessen Kompetenz geleistet, da die grundlegenden Qualifikationen, also vorhandenes Wissen sowie Fähig- und Fertigkeiten, durch die Mitarbeiterinformationen ergänzt werden.
Weiterhin kann, abgrenzend von dieser objektartigen Verwendung, Mitarbeiterinformation in Anlehnung an DIN 44300 auch als der Vorgang des Informierens der Mitarbeiter verstanden werden. Dieser umfasst jegliche Aktion die notwendig ist, um Informationen an die Mitarbeiter zu übertragen. Mitarbeiterinformation können mit Mitarbeiterinformationssystemen verteilt werden.

## Quelle
- S. Lang: Durchgängige Mitarbeiterinformation zur Steigerung von Effizienz und Prozesssicherheit in der Produktion. Meisenbach Verlag, Bamberg 2007, ISBN 978-3-87525-257-6.
- J. Rump: Mitarbeiterinformation. In: E. Gaugler, W.A. Oechsler, W. Weber (Hrsg.): Handwörterbuch des Personalwesens. 3. Auflage. Stuttgart 2004, ISBN 3-7910-8049-0, Sp. 1231–1240.